# Croket!
Croket! (コロッケ!?, Korokke!), anche conosciuto come Korokke!, è un manga scritto e disegnato da Manavu Kashimoto. È stato pubblicato da Shogakukan nella rivista CoroCoro Comic dall'aprile 2001 al novembre 2006 per poi essere pubblicato in 15 tankōbon. Nel 2002 si è aggiudicato il premio Shogakukan per i manga nella categoria kodomo.
Il manga è stato trasposto in un anime da OLM, andato in onda dal 7 aprile 2003 al 27 marzo 2005 su TV Tokyo.
Dalla serie, sono tratti ben otto videogiochi.

## Trama
Il mondo di Croket! è abitato da esseri umani e da creature esotiche come animali antropomorfi. Alcuni individui chiamati banchieri viaggiano in tutto il mondo per raccogliere le monete magiche chiamate Kinka con le loro banche Kinka. Si dice che le Kinka possono far comparire lo stregone Banca, il quale concederà un desiderio a qualsiasi banchiere capace di raccogliere abbastanza Kinka. La storia ruota principalmente intorno a Croket, un bambino banchiere e Scrappy, il cui desiderio è quello di far rivivere il padre, un banchiere leggendario chiamato Burger.
Poco dopo l'inizio del suo viaggio, ha luogo nella piccola e pericolosa Macademia Island un torneo chiamato Banker Survival Quest. Il vincitore di detto torneo si aggiudicherà abbastanza Kinka da riempire la più grande Banca Kinka. Croket dovrà vedersela contro rivali sia amichevoli che malevoli.
Nel manga, la maggior parte dei personaggi ha i nomi e l'aspetto di diverse pietanze.

## Videogiochi
- Croket! Banker survival of dream! (GBA)
- Croket! Prohibited goods box of withdrawal! (PS)
- Croket! Bank and van queen of 2 darkness (GBA)
- Croket! Puzzle of 3 granulated kingdoms (GBA)
- Korokke! Ban-Ō no Kiki o Sukue (PS2, GC)
- Croket! Protection God of forest of 4 banks (GBA)
- Croket! Venture person of Great space-time (GBA)
- Croket! DS Heroes of Sky (Nintendo DS)